# Carence en iode

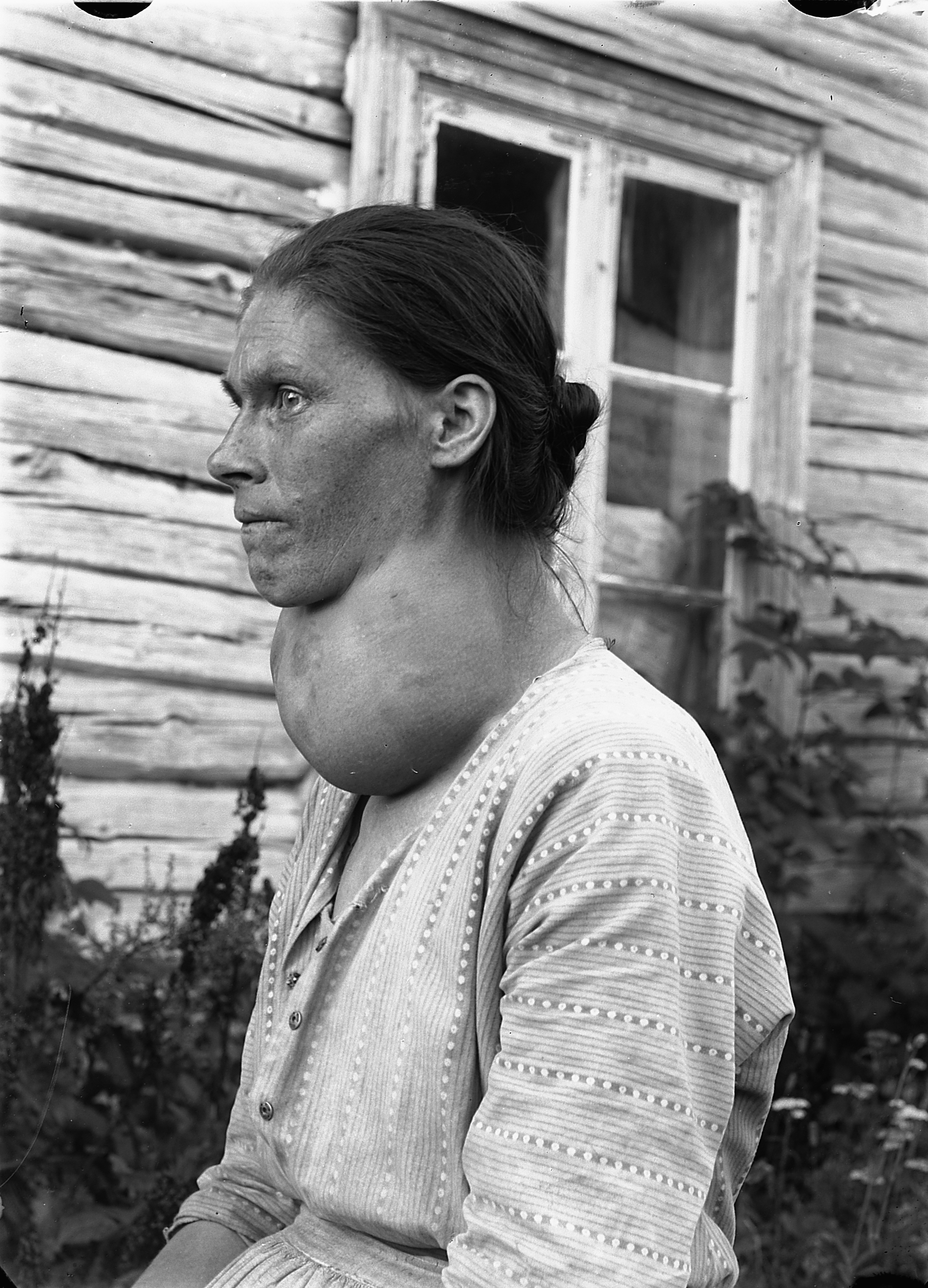
Le goitre est une des conséquences d'une carence en iode.

L'iode est un oligo-élément essentiel à la vie humaine. On appelle le défaut d'absorption régulier et les troubles qu'il occasionne : carence en iode.
En 2007 près de deux milliards de personnes dans le monde (dont un tiers d'âge scolaire) manquent d'iode, ce qui en fait un des problèmes majeurs de santé publique. Théoriquement facilement évitable, la carence en iode est encore fréquente dans de nombreux pays européens, dont en France. Des façons d'y remédier est l'ajout de sel iodé ou d'huile éthiodée dans le régime de la personne atteinte.
En 2024 en Europe, l'OMS alerte sur un risque accru de carence en iode, notamment chez les femmes enceintes, du fait de nouvelles habitudes alimentaires.

## Besoins journaliers
Chez l'adulte ils sont estimés à environ 150 µg/j, mais chez la femme enceinte ou allaitante ils seraient de 200 à 250 µg/j (voire 290 µg selon certains auteurs).

## Sources d'iode
La principale source naturelle d'iode dans l'alimentation se trouve dans les poissons, les fruits de mer et les algues.
Le sel, y compris le sel marin, ne contient pas naturellement d'iode, ou très peu (à l’état de traces). L’iodation (enrichissement en iode) du sel est donc recommandée par l'OMS. Elle est règlementée en France depuis 1952 mais n'est pas obligatoire. Elle n'est pas autorisée dans les aliments manufacturés.

## Mécanisme d'absorption
L'iode est absorbé sous forme d'ions au niveau de l'estomac et du duodénum, les ions les mieux absorbés étant les ions iodures. Il est stocké principalement dans la thyroïde et excrété dans les urines.
L'iode sert exclusivement à fabriquer les hormones thyroïdiennes, dont la thyroxine et la triiodothyronine. Une carence en iode rend la fonction thyroïdienne plus vulnérable aux perturbateurs endocriniens.

## Troubles
Les habitants de certaines régions du globe, en particulier les terres profondes éloignées des mers, les régions montagneuses, n'ont en général pas une alimentation suffisamment riche en iode pour éviter les carences, qui altèrent le système hormonal, mais aussi le développement de l'enfant,.
Certains aliments, dits « goitrogènes », contrarient le métabolisme de l'iode et augmentent les risques de carence. Ainsi, les légumes de la famille des crucifères (choux divers, brocoli, radis, navets, rutabagas, etc) contiennent des thiocyanates, qui accélèrent l'excrétion de l'iode dans les urines.
L'absence d'iode provoque une turgescence de la thyroïde, qui se manifeste par un goitre. La carence en iode entraine un retard de croissance et divers troubles mentaux.
Une carence chez la femme enceinte entraine une « hypothyroxinémie maternelle » qui au cours du premier trimestre de la grossesse semble être associée à des troubles mineurs du développement psychomoteur du nouveau-né puis de l'enfant, ; une carence importante affecte le fœtus, notamment son développement cérébral.

## Populations à risque

### Populations montagnardes
Les régions montagnardes éloignées de la mer sont statistiquement plus à risque de carence en iode en raison du lessivage des sols par les anciens glaciers et les eaux météoriques. La consommation d'aliments cyanogènes tels que le manioc a également été mise en cause dans la carence en iode
En France les cas de difformité et de nanisme étaient ainsi fréquents parmi les populations paysannes alpines. Dans les Alpes, la population isolée des vallées était beaucoup plus souvent atteinte de désordres liés à la carence en iode. La première définition du « crétin goitreux » est donnée dans l'Encyclopédie (1754) de Diderot. L'expression « crétin des Alpes » est usuelle. Le crétinisme est une forme de débilité mentale et de dégénérescence physique en rapport avec une insuffisance thyroïdienne.

## Situation dans différents pays

### Europe
Malgré des nombreux efforts, à la fin des années 1990 et au début du XXIe siècle, des carences légères (à graves) en iode sont encore assez fréquentes dans 32 pays en Europe, notamment chez les femmes enceintes. 32 pays européens étaient encore affectés par de telles carences, surtout en Europe orientale (dont en Asie centrale) et parfois en Europe de l'Ouest. Selon les enquêtes nationales faites dans 11 pays européens, hormis aux Pays-Bas, la suffisance en iode n'est pas atteinte (mais s'est souvent bien améliorée, dont en Pologne, Bulgarie et Macédoine). Cette carence est responsable d'une hyperavidité thyroïdienne des iodures qui augmente le risque d'irradiation de la thyroïde en cas d'accident nucléaire.
Les ménages ont un meilleur accès au sel iodé dans les pays européens qui étaient les plus déficients (il est passé de 5-10 % en 1990 à 28 % en 1999 mais « en termes d'accès des pays déficients en iode au sel iodé, l'Europe reste la pire région du monde » où en 1999  68 % de la population avait accès au sel iodé (90 % en Amérique latine). selon Delange (2002) « dans les zones les plus gravement touchées une supplémentation en iode doit en Europe être envisagées pour les femmes enceintes et mères allaitantes et jeunes enfants ».

#### Belgique
Plusieurs études ont montré qu'une partie de la population (enfants y compris) manquait d'iode et présentait une fréquence anormalement élevée de goitres (11 % en 1995 alors qu'on attendait moins de 5 %), même si des progrès importants ont été faits entre 1995 (période où la Belgique ne disposait pas de supplémentation obligatoire du sel en iode) et 1999.
En 2014 le Conseil supérieur de la santé a publié un avis Stratégies visant à augmenter l’apport iodé en Belgique, évaluation et recommandations où l'on apprend que le statut iodé de la population belge est sous contrôle. Seules les femmes qui désirent un enfant ou qui sont enceintes devraient prendre un complément alimentaire iodé et/ou utiliser un sel de cuisine iodé à teneur modérée en iode (10 à 15 mg/kg). Les recommandations belges sont donc :
- Continuer à informer de manière cohérente et non alarmiste (à l’initiative et sous le contrôle des Autorités de santé) les professionnels de la santé et le public sur le statut iodé actuel en Belgique.
- Attention particulières des professionnels de la Santé aux femmes qui désirent ou qui portent un enfant afin de garantir, via une consommation d'aliments riches en iode, l'utilisation de sel de cuisine iodé et/ou des compléments alimentaires, un apport journalier complémentaire compris entre 150 et 200 µg d'iode.
- Garantir l'accessibilité au sel iodé via une diminution de son prix (au même niveau que le sel classique) et un étiquetage correct de sa teneur modérée en iode (10 à 15 mg/kg).
- éviter toute introduction non contrôlée d'iode (secteur agroalimentaire, horeca, etc.) mais, renforcer les programmes existants d'enrichissement du pain en sel iodé.
- Continuer le monitoring régulier du statut iodé au cours du temps.

#### France
Diverses études ont porté sur les apports nutritionnels des français en iode, dont à la fin des années 1990 sur un échantillon de 12 735 adultes (femmes de 35 à 60 ans et hommes de 45 à 60 ans) de la cohorte Supplémentation en vitamines et antioxydants minéraux (SU.VI.MAX). Cet échantillon a été considéré comme représentatif de la population nationale en termes de densité géographique et de statut socioéconomique. Ainsi que d'autres études épidémiologiques récentes, ce travail montre qu'une carence iodée modérée existe chez la majorité des femmes enceintes de France, notamment et par exemple dans la région de Lyon (où la teneur urinaire médiane était de 81 (8 à 832) microgrammes/Litre, avec 77 % des femmes enceintes présentant un taux urinaire d'iode insuffisant, inférieur à 150 microgrammes/Litre. De plus 11 % des femmes présentaient une TSH anormale, évoquant une hyperstimulation thyroïdienne lors de la gestation). En outre pour des raisons mal comprises, les teneurs moyennes en iode des urines varient beaucoup selon les départements. 
De nouvelles recommandations de l’Organisation mondiale de la Santé (OMS) encouragent une supplémentation iodée systématique en France : « 100 μg/jour chez les femmes en âge de procréer et 200 μg/jour dès le début de la grossesse et au cours de l’allaitement afin de prévenir la carence iodée au cours de la grossesse et l’allaitement, et ses conséquences maternelles et fœtales »'.

### États-Unis
En 1955, la carence en iode semblait avoir été éliminée aux États-Unis grâce à l'utilisation domestique du sel de table (Salt Institute, 2008, cité par l'EPA).
Cependant ensuite, dans les années 1970 — et pour des raisons mal comprises (une des explications pourrait être les régimes sans sel ou peut-être des polluants de l'eau perturbateurs de l'acquisition de l'iode par la thyroïde tels que les perchlorates) — une nouvelle tendance au manque d'iode a été observée via les enquêtes épidémiologiques NHANES. Ces dernières montrent que le taux d'américains des États-Unis touchés par cette carence (définie par l'OMS comme une teneur en iode urinaire inférieure à 100 µg/L) a augmenté de 1971-1974 à 1988-1994. Ce recul semble s'être ensuite stabilisé de 1988 à 1994 selon l'enquête NHANES 2001-2002 (Hollowell et al. 1998 ; Caldwell et al. 2005 cités par l'EPA) ; la teneur médiane (320 µg/L) était supérieures à 100 µg/L en 1971-1974 (NHANES I), pour passer à 145 µg/L en 1988-1994 (NHANES III) et à 168 µg/L dans l'enquête NHANES 2001-2002. Dans tous les cas, les femmes étaient à peu près deux fois plus nombreuses que les hommes à être touchées par ce déficit en iode.
Selon Hollowell et al. (1998) cités par l'EPA, aux États-Unis « seuls » 2,6 % de la population (1,6 % chez les hommes et 3,5 % chez les femmes) étaient en 1971-1974 carencés avec des teneurs urinaires en iode de moins de 50 µg/L d'iode, mais le nombre de personnes carencées a plus que quadruplé, passant à 11,7 % en 1988-1994 (8,1 % des hommes et 15,1 % chez les femmes). Lors de l'étude NHANES 2001-2002, la concentration urinaire médiane était de 167,8 pour la population totale, 11 % des personnes testées présentaient encore des concentrations inférieures à 50 UI µg/L (6,7 % chez les hommes et de 15,3 % chez les femmes) (Caldwell et al. 2005 cités par l'EPA), ce qui montre une stabilisation, mais non une situation satisfaisante (plus de 15 % des femmes sous 50 µg/L et 36,6 % des femmes sous le seuil OMS des 100 µg/L, seuil OMS) (Caldwell et al. 2005 cités par l'EPA).